# Kalkrödling
Kalkrödling (Entoloma excentricum) är en svampart. Kalkrödling ingår i släktet Entoloma och familjen Entolomataceae.  Arten är reproducerande i Sverige.

## Underarter
Arten delas in i följande underarter:
- porphyrocephalum
- excentricum

## Källor

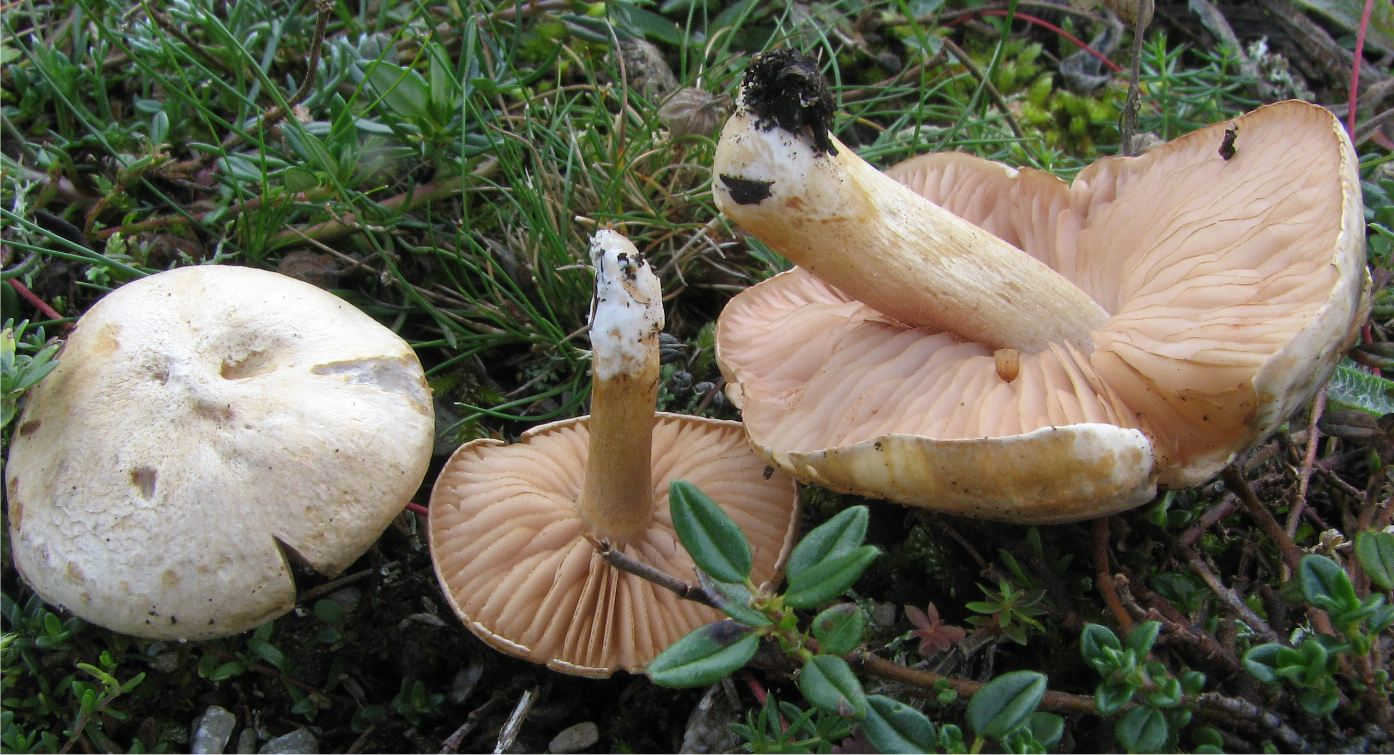
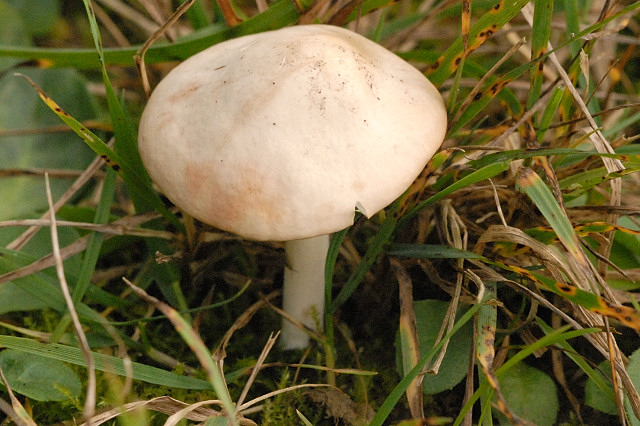
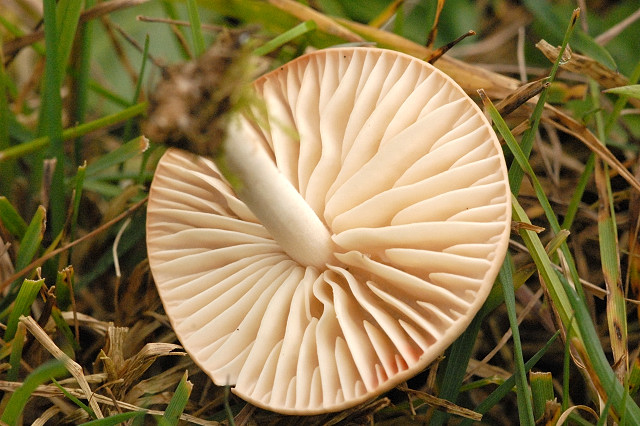